# Дяченко Василь Антонович
Василь Антонович Дяченко (10 січня 1896[джерело не вказане 1346 днів] — 24 січня 1967[джерело не вказане 1346 днів]) — український радянський діяч, новатор сільськогосподарського виробництва, голова колгоспу імені Леніна Харківської області. Член ЦК КП(б)У в червні 1938 — січні 1949? р.

## Життєпис
Член РКП(б) з 1924 року.
З 1930-х років — голова колгоспу імені Леніна Харківської області.
У 1940—1941 роках — 1-й секретар Харківського сільського районного комітету КП(б)У Харківської області.
На 1945 рік — 1-й секретар Любашівського районного комітету КП(б)У Одеської області.